# Erzkörper
Erzkörper ist ein Oberbegriff aus der Lagerstättenkunde für die verschiedenen Formen der Ansammlung von Erzmineralen. Teilweise wird er synonym zu Erzlagerstätte verwendet.
Erzkörper werden in Gänge, Imprägnationen, Lager,  Linsen, Seifen, Skarne und Stöcke unterschieden.
Nach der Lokalität der Entstehung wird zwischen autochthonen und allochthonen Erzkörpern unterschieden.